# Soutka

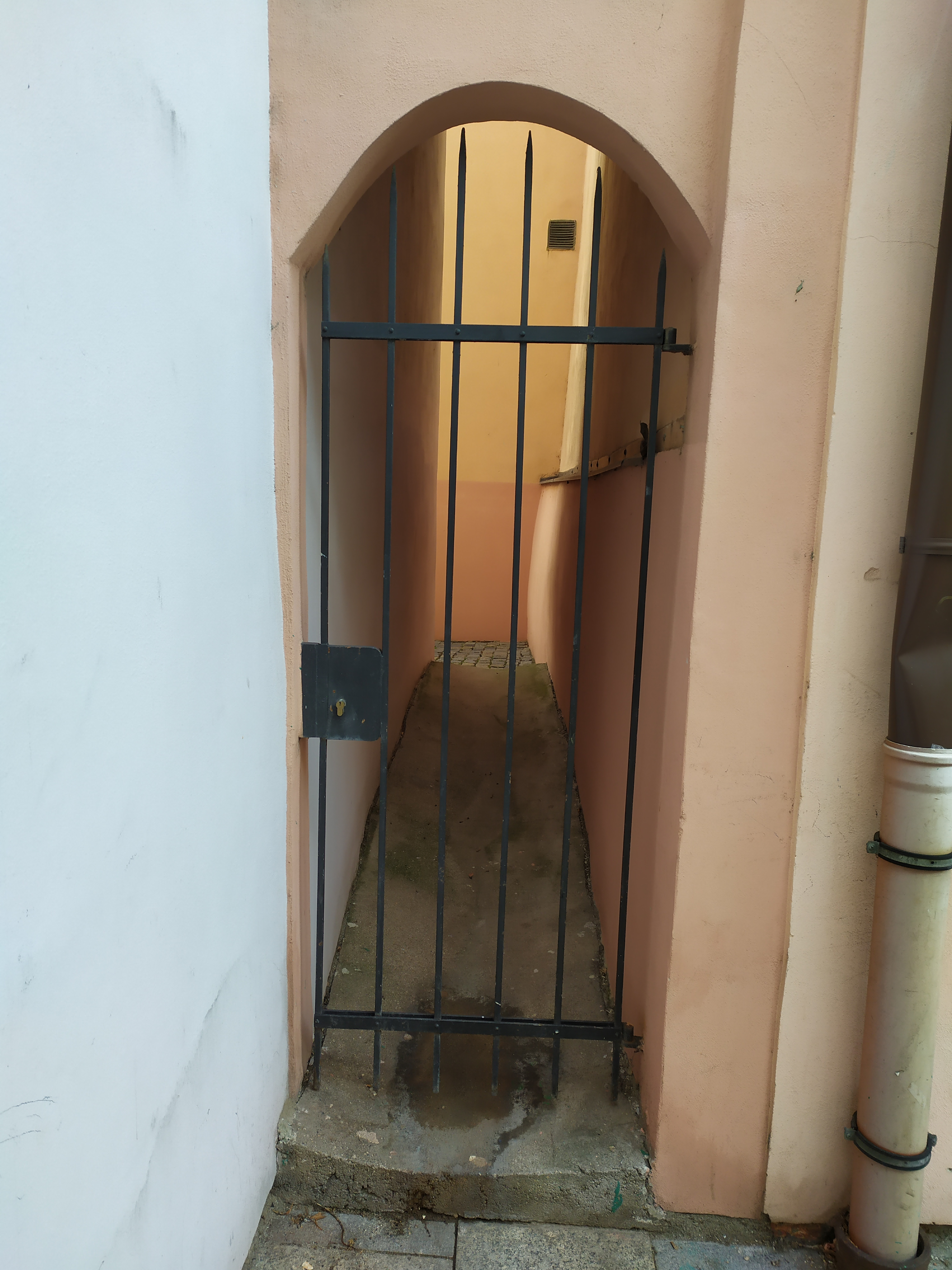
Soutka mezi domy na rohu ulic Česká a Radniční, Č. Budějovice

Soutka či soudka je architektonický prvek, úzká proluka mezi domy. Začala se využívat ve středověku, kdy podstatné části domů byly vyrobeny ze dřeva a měla fungovat jako prevence šíření požáru. Účinnost však byla omezená. Soutka může být překlenuta obloukem, který se nazývá prampouch.